# Pezé-le-Robert
Pezé-le-Robert är en kommun i departementet Sarthe i regionen Pays de la Loire i nordvästra Frankrike. Kommunen ligger i kantonen Sillé-le-Guillaume som tillhör arrondissementet Mamers. År 2022 hade Pezé-le-Robert 346 invånare.

## Befolkningsutveckling
Antalet invånare i kommunen Pezé-le-Robert
| Referens: INSEE |